# Auld Alliance

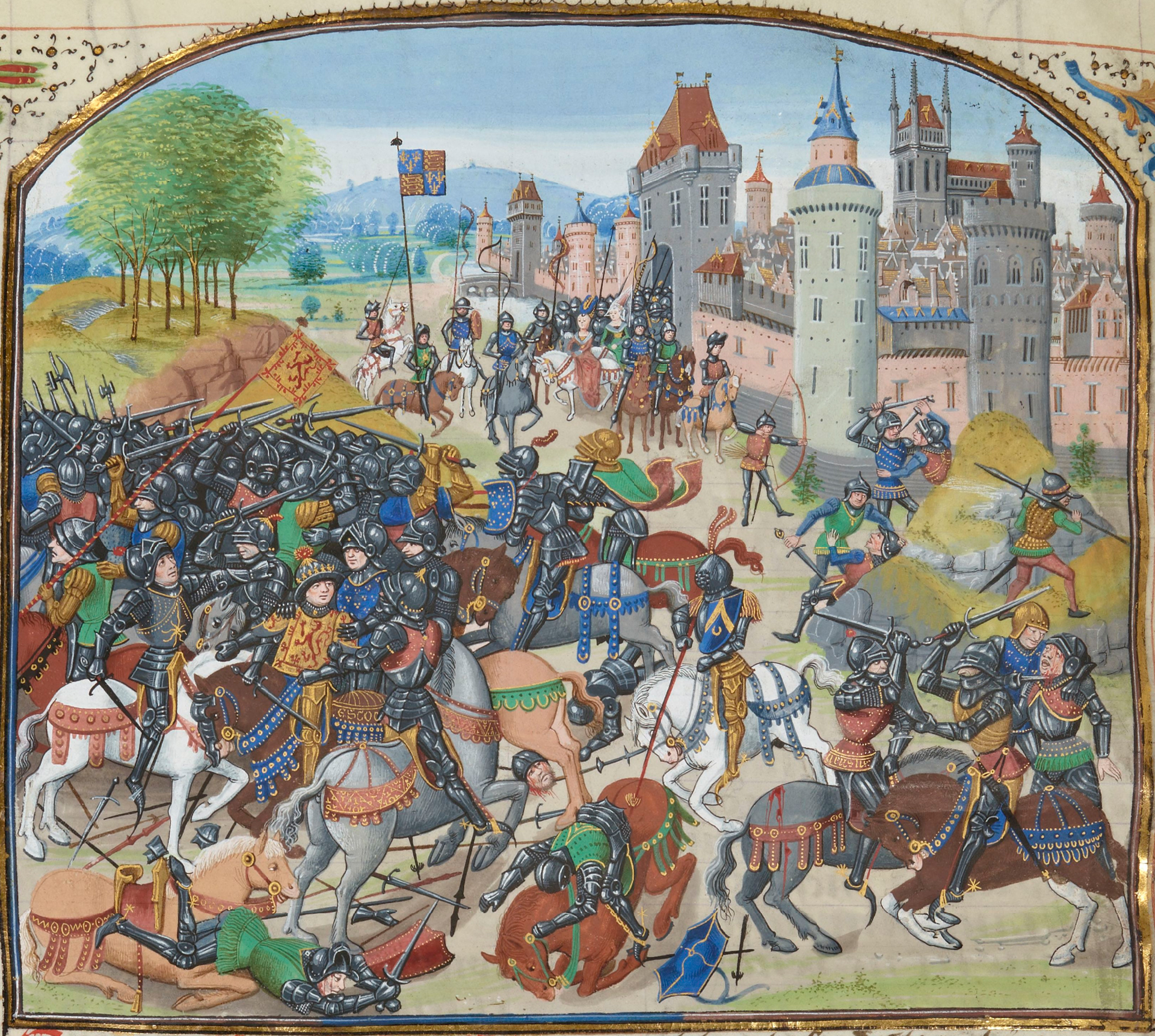
Batalla de Neville's Cross.

La Auld Alliance (nombre escocés; en francés: Vieille Alliance; nombre traducido en ambos casos como «Alianza Antigua») se refiere a una serie de tratados, de naturaleza ofensiva y defensiva, entre Escocia y Francia, dirigido específicamente contra Inglaterra. El primero de estos acuerdos fue firmado en París el 23 de octubre de 1295 —y consiguientemente ratificado en Dunfermline en febrero de 1296— durante el reinado de Juan de Balliol y Felipe el Justo. Fue renovado en varias ocasiones y afectó las relaciones franco-escocesas (e inglesas) hasta el Tratado de Edimburgo en 1560. Hubo momentos en los cuales ambas naciones obtuvieron beneficios mutuos considerables de la alianza, particularmente después del comienzo de la guerra de los Cien Años.

## Historia

### Nacimiento de la Auld Alliance
La agitación dinástica causada en 1290 por la muerte de la Reina escocesa de siete años de edad, Margarita I de Escocia, dio al rey Eduardo I de Inglaterra una oportunidad para asertar dominancia sobre el Reino de Escocia. En respuesta, el Concejo de los Doce, que había tomado temporalmente las riendas del gobierno escocés, trató de encontrar un aliado. En 1294, el rey Felipe IV de Francia declaró ilegal la posesión inglesa de Vasconia, acercando a Inglaterra y Francia a una guerra. Esto le hacía un aliado obvio para Escocia. En octubre de 1295, una delegación escocesa en Francia accedió al Tratado de París, que fue firmado el 23 de octubre.
Tanto en ese momento como con todas las futuras renovaciones de la alianza, el tratado favorecía a Francia. Esencialmente, los franceses únicamente eran de continuar su lucha contra los ingleses en Vasconia. Además, el coste de cualquier guerra entre Francia e Inglaterra debía ser asumido por Escocia. No obstante, los beneficios de la alianza para Escocia, aunque simbólicos, eran de gran importancia. Escocia ahora se encontraba alineada con una potencia europea.
Sin embargo, la alianza no resultó efectiva a corto plazo. En 1296 Eduardo llevó a cabo una rápida y devastadora invasión de Escocia, acabando con su independencia. Es más, el cese de hostilidades entre Inglaterra y Francia en 1299, seguido por el tratado de "paz y amistad perpetua", permitió a Eduardo enfocar sus fuerzas plenamente en los escoceses. Al final, Escocia debió su supervivencia como estado independiente a la inteligencia militar de Roberto I de Escocia y a los errores de Eduardo II, en lugar de a su alianza con Francia. En 1326, Roberto I envió a Thomas Randolph, I conde de Moray a negociar la renovación de la alianza con el Tratado de Corbeil. La renovación fue una medida de precaución, ya que en aquel momento ninguno de los dos reinos tenía un gran temor a Inglaterra.

### Guerra de los Cien Años
Esto cambiaría en 1332, cuando Eduardo III emprendió a conquistar Escocia y reasertar su influencia en Francia. Por primera vez, la alianza franco-escocesa tenía un sentido de emergencia. En el invierno de 1332, Felipe VI envió una flotilla de diez buques a Escocia con suministros, pero esta fue desviada de su rumbo durante una tormenta y nunca llegó. En la primavera de 1334, llegaron a Escocia 1000£ para ser distribuidas entre los defensores escoceses, y una oferta de asilo para el joven rey David II de Escocia, su reina, y varios miembros de su corte. En mayo de 1334, llegaron a Francia los dos monarcas con sus tutores, confesores, las hermanas del rey, los hijos del fallecido regente, los hijos de William Douglas, otros hijos de nobles escoceses, y varios miembros del clero y la nobleza, que actuarian como enviados entre la corte exiliada en Francia y los defensores en Escocia. Se les dio como residencia el Castillo Gaillard. En 1334, se propusieron diálogos de paz entre Francia e Inglaterra, pero cuando Felipe VI insistió en que fueran incluidos los escoceses, el Rey Eduardo suspendio los diálogos. Además de mandar suministros a Escocia, los franceses pagaban una pensión anual de 2000£ para el mantenimiento de la corte exiliada del Rey David. En junio de 1339, William Douglas, Señor de Liddesdale visitó al Rey David en Francia, y volvió a Escocia llevándose con él a Arnoul d'Audrehem, quien comandaba 200 hombres y varios buques, que fueron relevantes en la toma de Perth.
En junio y posteriormente julio de 1346, el Rey Felipe VI de Francia escribió cartas desesperadas al Rey David, rogándole que atacara a Inglaterra, esperando que esto evitaría la inminente ofensiva inglesa en Francia. En vista de esto, los escoceses planearon una chevauchée en el norte de Inglatera. Sin embargo, Eduardo abrumó a las fuerzas francesas en la Batalla de Crécy antes del previsto ataque escocés. A pesar de que ya era tarde para ayudar a los franceses, David y sus consejeros decidieron seguir adelante con la chevauchée, pensando que les serviría para repagar una gran deuda a Francia. A pesar de la ausencia del Rey Eduardo, los ingleses lograron una defensa efectiva, capturando al Rey David en la Batalla de Neville's Cross.